# Levoča

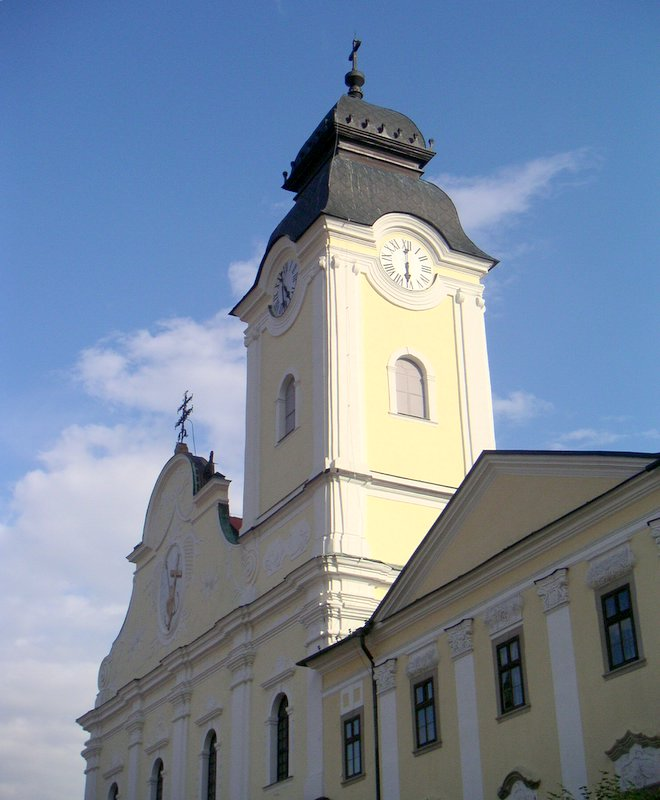
Nhà thờ Chúa Thánh Thần

Levoča (pronunciationⓘ) (tiếng Rusyn: Левоча) là một thị trấn ở Vùng Prešov phía đông Slovakia với dân số 14.700 người. Thị trấn có trung tâm lịch sử, nhà thờ phong cách Gothic, và nhiều tòa nhà thời Phục hưng khác.
Ngày 28 tháng 6 năm 2009, Levoča được UNESCO công nhận là Di sản thế giới như là một phần của Levoča, Lâu đài Spiš và các di tích văn hóa liên quan.

## Lịch sử
Levoča nằm trong khu vực Spiš, nơi có dấu chân người từ thời kỳ đồ đá. Vào thế kỷ 11, khu vực này trở thành một phần của Vương quốc Hungary. Sau cuộc xâm lược của Mông Cổ vào năm 1241/1242, người Đức định cư ở đây.
Vào thế kỷ 15, thị trấn nằm trên giao lộ của các tuyến đường thương mại giữa Ba Lan và Hungary và đã trở thành một trung tâm thương mại phong phú. Đây là nơi xuất khẩu sắt, đồng, lông thú, da, ngô và rượu. Đồng thời thị trấn trở thành một trung tâm văn hóa quan trọng. Năm 1520, nhà nhân văn người Anh Leonard Cox đi dạy tại một trường học ở Levoča. Người bán sách Brewer từ Wittenberg đã biến cửa hàng sách của mình thành một xưởng in tồn tại trong 150 năm. Một trong những thợ chạm khắc gỗ thời trung cổ nổi tiếng nhất là Master Pavol của Levoča đã định cư ở đây.
Do hỏa hoạn, toàn bộ kiến trúc Gothic đã bị phá hủy gần như hoàn toàn. Trong thời kỳ thịnh vượng, thị trấn Levoča cho xây dựng nhiều trường học, thư viện, hiệu thuốc, và một nhà in đầu tiên vào năm 1624. Levoča là trung tâm của cuộc Cải cách Kháng nghị. Thị trấn bắt đầu suy tàn trong cuộc nổi dậy chống Habsburg vào thế kỷ 17.
Vào năm 1700, trong một cuộc đi săn, một nhà quý tộc bắn trúng thị trưởng của thị trấn, tạo ra một loạt các cuộc tấn công trả thù. Hậu quả là thị trưởng Karol Kramler, và một thẩm phán bị sát hại. Cánh tay của thị trưởng sau đó bị chặt, ướp xác và bảo quản trong tòa thị chính như một lời kêu gọi trả thù. Đây trở thành chủ đề của cuốn tiểu thuyết Hungary về thị trấn, Thành phố Đen, của nhà văn Kálmán Mikszáth.
Sau Hòa ước Trianon và sự tan rã của Vương quốc Hungary, thành phố trở thành một phần của Tiệp Khắc và tên tiếng Slovak của thị trấn là Levoča chính thức được thông qua. Sau đó, trong Thế chiến thứ hai, dưới sự bảo trợ của Cộng hòa Slovakia thứ nhất, thị trấn Levoča trục xuất 981 người Do Thái. Ngày 27 tháng 1 năm 1945, quân đội Liên Xô thuộc Đoàn quân 18 chiếm đóng nơi này.
Vào ngày 3 tháng 7 năm 1995 Đức Giáo hoàng Gioan Phaolô II đến thăm thị trấn Levoča.

## Địa lý
Levoča nằm ở độ cao 570 mét (1.870 foot) so với mực nước biển và có diện tích 64.042 kilômét vuông (24.726,754 dặm vuông Anh). Thị trấn Levoča nằm ở phía bắc của lưu vực Hornád dưới chân đồi Levoča, bên dòng suối Levočský potok.

## Đặc điểm lịch sử
Khu phố cổ có vị trí đẹp và bao quanh bởi các bức tường cổ. Khi liên kết thị trấn với Lâu đài Spiš và Žehra vào tháng 6 năm 2009, khu phố đổi tên thành "Levoča, Spišský Hrad, và các Di tích Văn hóa Liên hợp".
Lối vào chính vào khu phố cổ là qua Cổng Košice (thế kỷ 15), phía sau có Nhà thờ Chúa Thánh Thần và Tu viện Minorite (khoảng năm 1750).
Quảng trường thị trấn (Námestie Majstra Pavla - Quảng trường Master Paul) có ba di tích lớn; Tòa thị chính cổ (thế kỷ 15 - 17), Nhà thờ Tin lành Lutheran (1837) và Vương cung thánh đường Thánh James ở thế kỷ 14 (tiếng Slovak: Bazilika svätého Jakuba), ngoài ra còn có một bàn thờ phong cách Gothic bằng gỗ lớn nhất ở châu Âu, (cao 18,62 m (61,09 ft)). Quảng trường được bảo tồn rất tốt. Cũng đáng chú ý ở quảng trường là "Chiếc lồng Nhục nhã" bằng sắt, có niên đại từ thế kỷ 17, dùng để trừng phạt công khai những kẻ gian ác.
Phía sau quảng trường trên Phố Kláštorská là nhà thờ có từ thế kỷ 14 và tu viện cũ, hiện là trường học ngữ pháp của Nhà thờ. Gần đó là Cổng Ba Lan của thị trấn, một công trình kiến trúc Gothic từ thế kỷ 15.
Từ thế kỷ 16 đến cuối năm 1922, Levoča là trung tâm hành chính của tỉnh Szepes (Spiš). Từ năm 1806 đến năm 1826, kiến trúc sư người Hungary đã xây dựng một tòa nhà hành chính lớn trở thành trụ sở chính quyền của thị trấn. Ngày nay, toà nhà được tái thiết và trở thành trụ sở của chính quyền.

## Dân số
| Năm            | 1994   | 2004   | 2014   | 2024   |
| -------------- | ------ | ------ | ------ | ------ |
| Số lượng người | 13.548 | 14.604 | 14.783 | 13.905 |
| Sự khác biệt   |        | +7,79% | +1,22% | −5,93% |

| Năm            | 2023   | 2024   |
| -------------- | ------ | ------ |
| Số lượng người | 13.944 | 13.905 |
| Sự khác biệt   |        | −0,27% |

Dân số Levoča là 14.677 người (tính đến ngày 31 tháng 12 năm 2005). Theo điều tra dân số năm 2001, trong số 14.366 cư dân, có 87,07% là người Slovakia, 11,20% người Digan, 0,33% người Séc và 0,31% người Rusyn

## Quan hệ quốc tế
Levoča kết nghĩa với:
- Stary Sącz, Ba Lan
- Łańcut, Ba Lan
- Kalwaria Zebrzydowska, Ba Lan
- Keszthely, Hungary
- Litomyšl, Cộng hòa Séc

## Hình ảnh

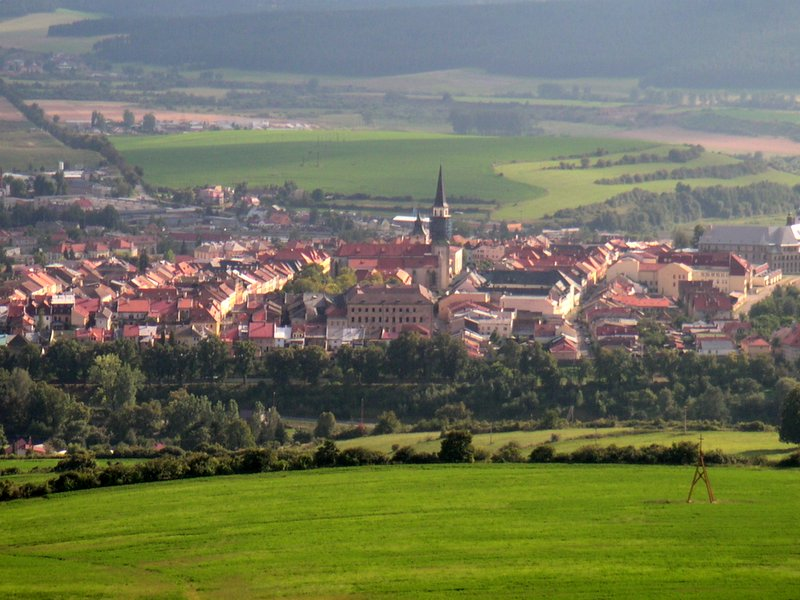
Levoča
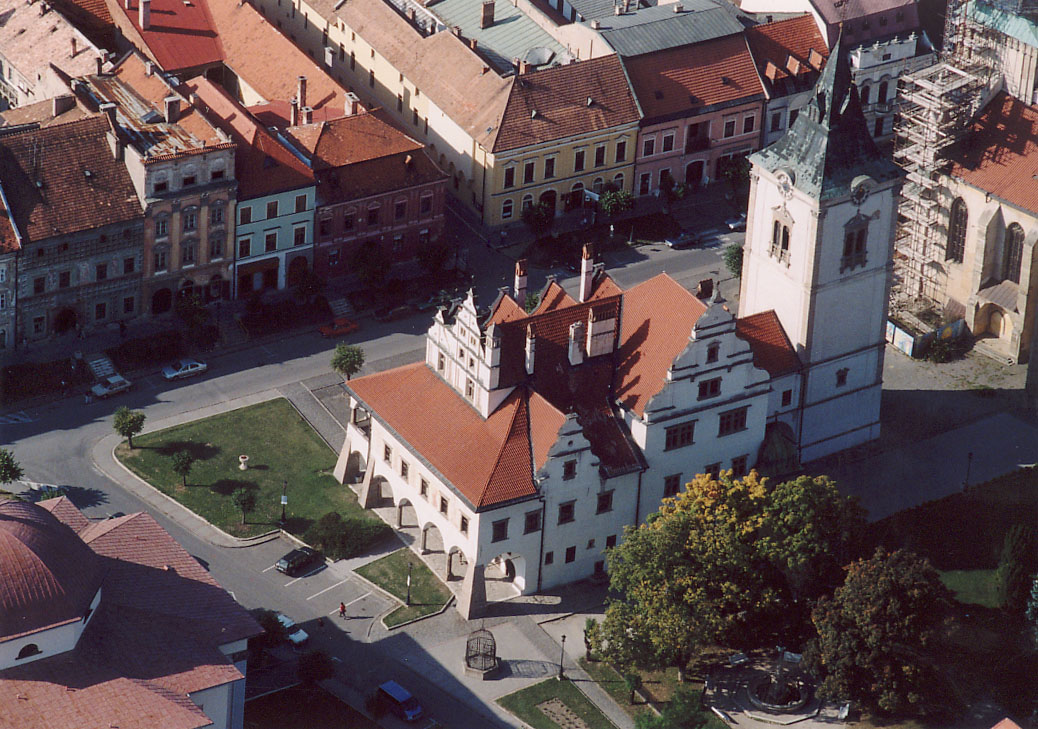
Levoča - Tòa thị chính nhìn từ trên cao
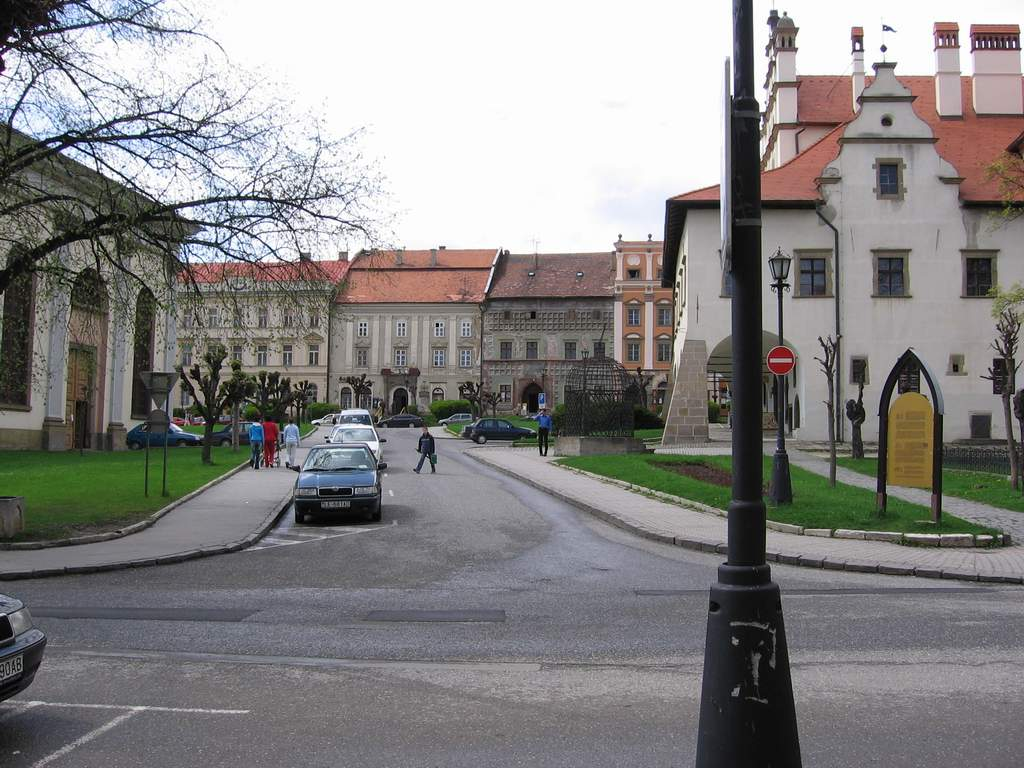
Quảng trường chính Levoča
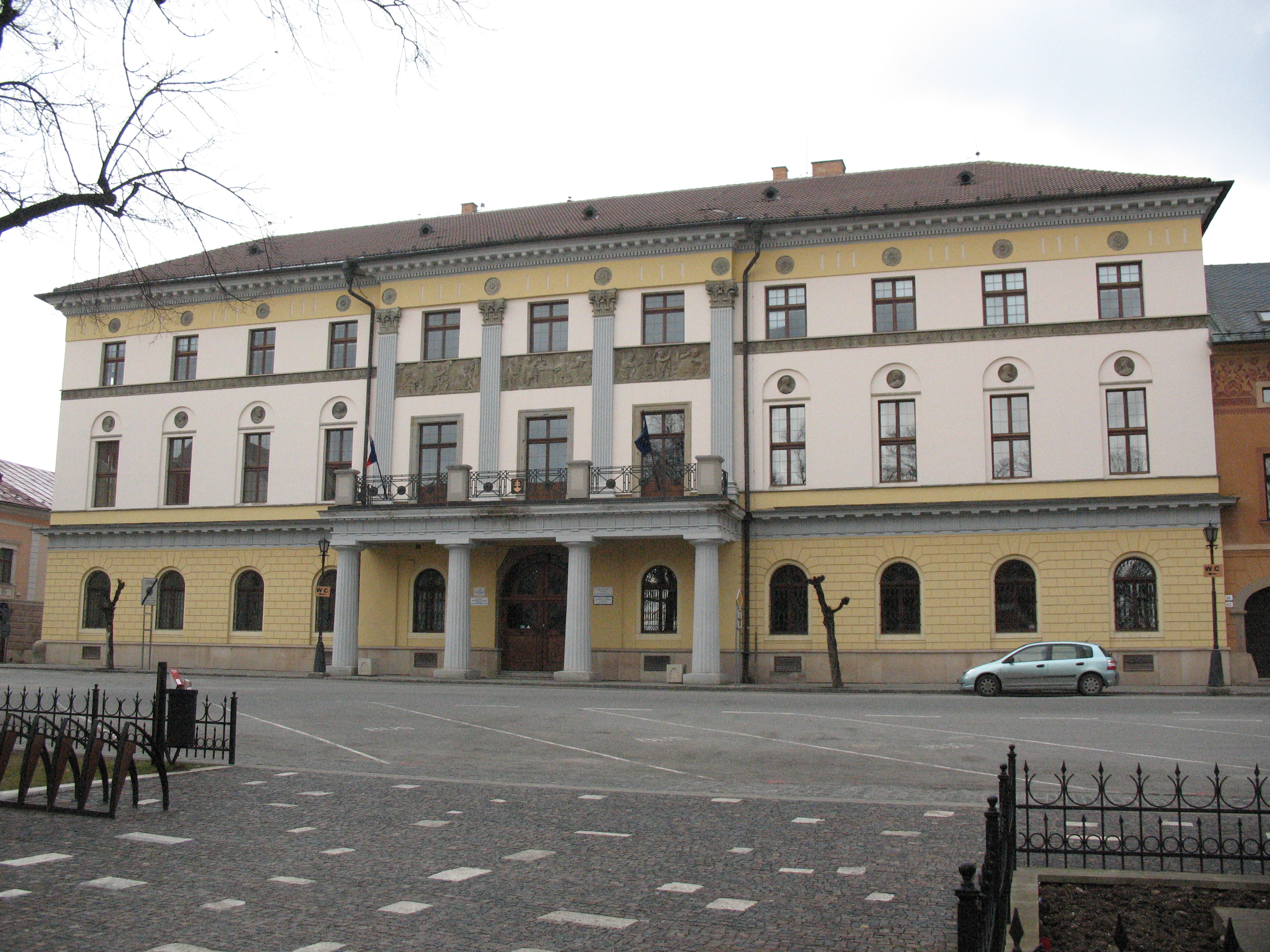
Nhà Tỉnh Lớn
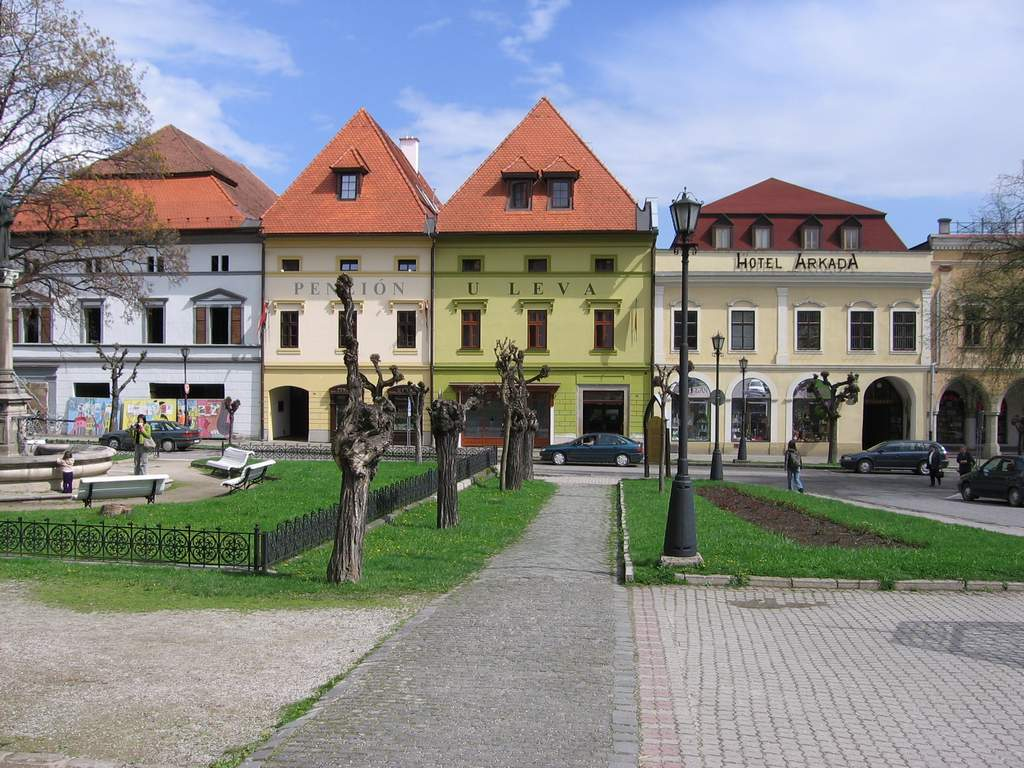
Quảng trường chính Levoča
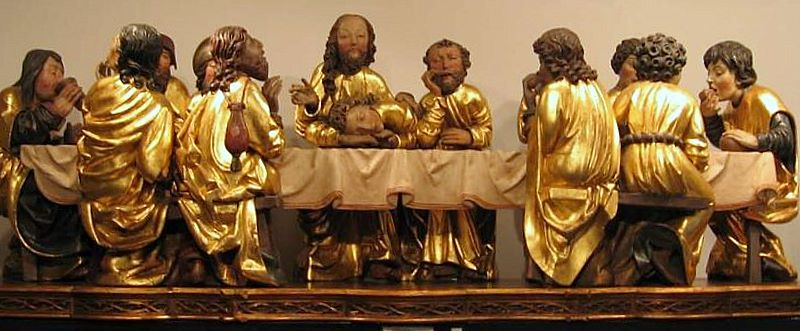
Các tác phẩm điêu khắc từ bàn thờ của Paul tại Vương cung thánh đường Thánh James
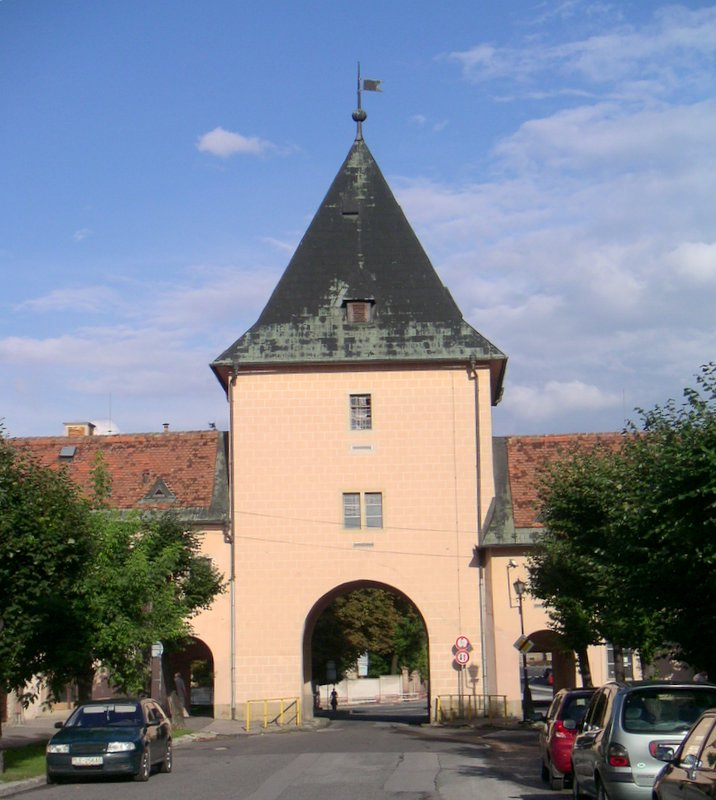
Cổng Košice
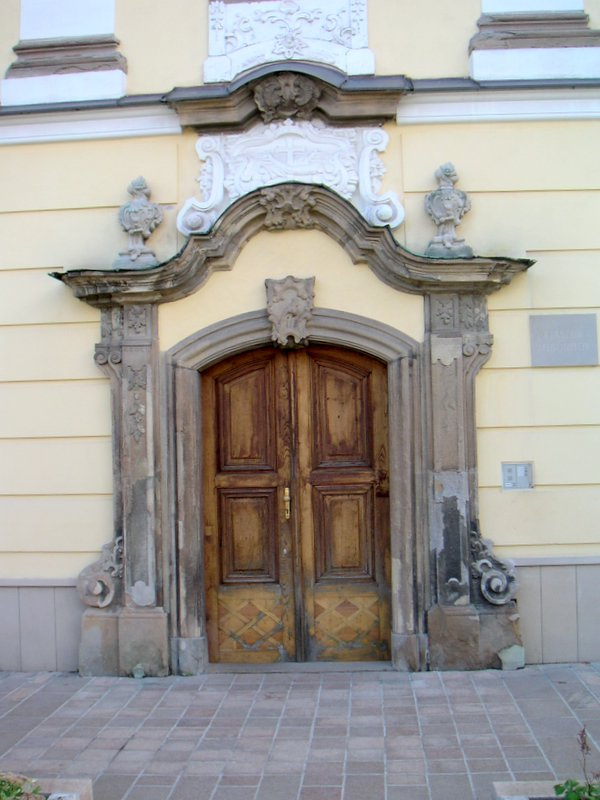
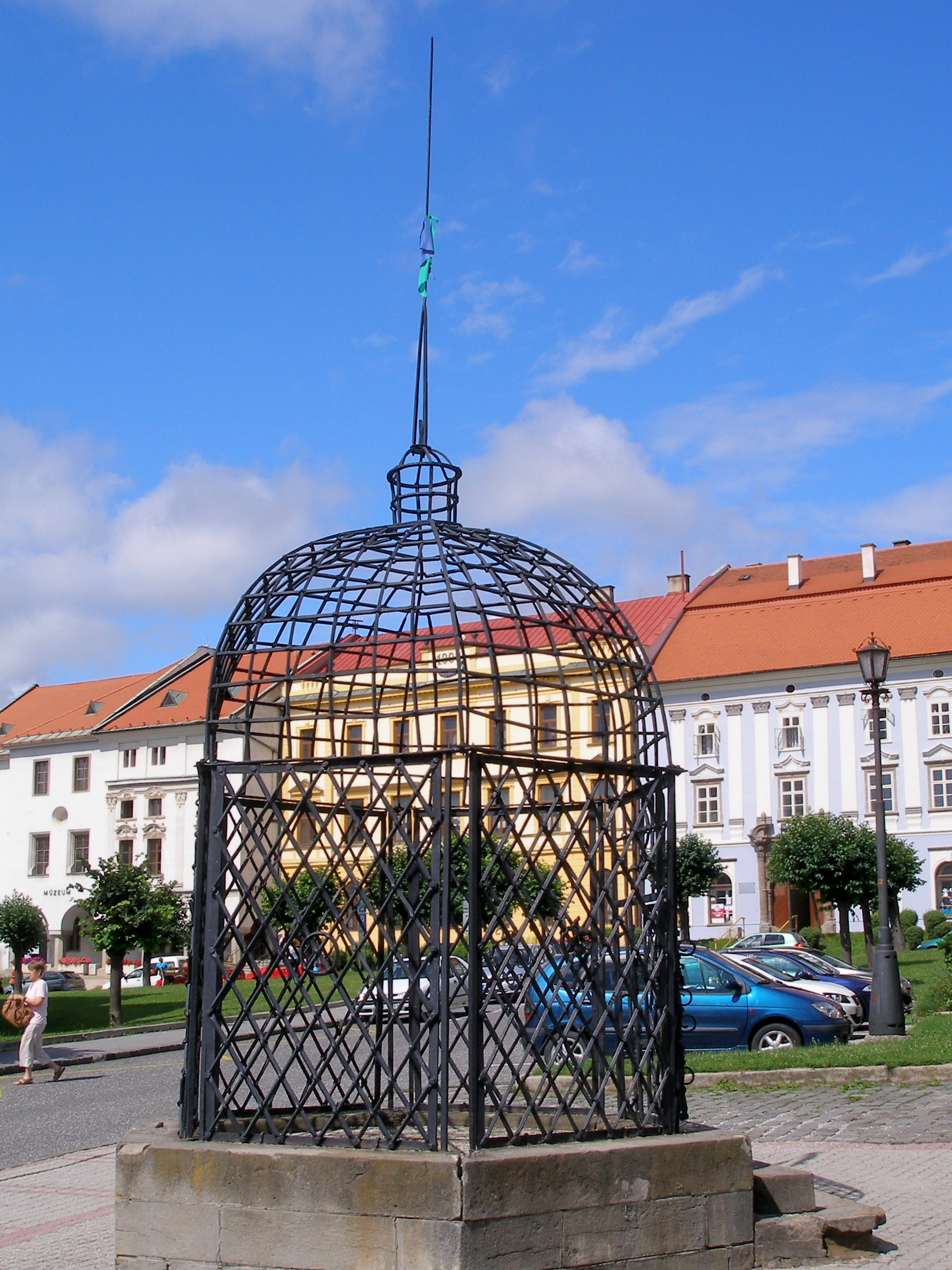
"Lồng Nhục nhã"